# Локхарт (Флорида)
Локхарт (енгл. Lockhart) насељено је место без административног статуса у америчкој савезној држави Флорида.

## Демографија
По попису из 2010. године број становника је 13.060, што је 116 (0,9%) становника више него 2000. године.
| Група             | 2000.         | 2010.         |
| Белци             | 8.244 (63,7%) | 6.627 (50,7%) |
| Афроамериканци    | 2.081 (16,1%) | 2.960 (22,7%) |
| Азијати           | 286 (2,2%)    | 486 (3,7%)    |
| Хиспаноамериканци | 2.083 (16,1%) | 2.757 (21,1%) |
| Укупно            | 12.944        | 13.060        |